# Truman (2015)
Truman is een Spaans-Argentijnse film uit 2015, geregisseerd door Cesc Gay.

## Verhaal
Julián (Ricardo Darín) krijgt onverwacht bezoek van zijn goede vriend Tomás (Javier Cámara) die in Canada woont. Julián is acteur en heeft te horen gekregen dat hij ongeneeslijk ziek is. Om gepast afscheid te kunnen nemen brengen de twee vrienden vier dagen samen door. Ondertussen proberen ze een nieuw thuis te vinden voor Truman, Juliáns hond.

## Rolverdeling
| Acteur                   | Personage        |
| ------------------------ | ---------------- |
| Ricardo Darín            | Julián           |
| Javier Cámara            | Tomás            |
| Dolores Fonzi            | Paula            |
| Eduard Fernández         | Luis             |
| Àlex Brendemühl          | Veterinario      |
| Pedro Casablanc          | Médico           |
| José Luis Gómez          | Productor        |
| Javier Gutiérrez Álvarez | Asesor funeraria |
| Elvira Mínguez           | Gloria           |
| Oriol Pla                | Nico             |
| Silvia Abascal           | Mónica           |
| Lucas Hamming            | Compañero Nico   |

## Ontvangst

### Recensies
Op Rotten Tomatoes geeft 99% van de 68 recensenten de film een positieve recensie, met een gemiddelde score van 7,86/10. Website Metacritic komt tot een score van 81/100, gebaseerd op 16 recensies. De Volkskrant schreef: "Het smaakvol komische Truman gaat misschien vooral over de manier waarop mannen hun gevoelens tonen. De twee hoofdrolspelers zijn uitstekend gecast en wekken de band tussen de twee mannen mooi tot leven."  NRC schreef: "Truman vermijdt op bewonderenswaardige wijze te zwelgen in tranen."

### Prijzen en nominaties
De film won 29 prijzen en werd voor 32 andere genomineerd. Een selectie:
| Jaar | Prijs                               | Categorie                         | Genomineerde                 | Resultaat   |
| ---- | ----------------------------------- | --------------------------------- | ---------------------------- | ----------- |
| 2015 | San Sebastián (63ste editie)        | Gouden Schelp voor beste film     | Truman                       | Genomineerd |
| 2015 | San Sebastián (63ste editie)        | Zilveren Schelp voor beste acteur | Ricardo Darín, Javier Cámara | Gewonnen    |
| 2015 | San Sebastián (63ste editie)        | Premio Feroz Zinemaldia           | Premio Feroz Zinemaldia      | Gewonnen    |
| 2016 | Premio Goya (30ste editie)          | Beste film                        | Truman                       | Gewonnen    |
| 2016 | Premio Goya (30ste editie)          | Beste regisseur                   | Cesc Gay                     | Gewonnen    |
| 2016 | Premio Goya (30ste editie)          | Beste acteur                      | Ricardo Darín                | Gewonnen    |
| 2016 | Premio Goya (30ste editie)          | Beste mannelijke bijrol           | Javier Cámara                | Gewonnen    |
| 2016 | Premio Goya (30ste editie)          | Beste origineel scenario          | Cesc Gay, Tomàs Aragay       | Gewonnen    |
| 2016 | Premio Goya (30ste editie)          | Beste montage                     | Pablo Barbieri               | Genomineerd |
| 2016 | Cóndor de Plata (64ste editie)      | Beste Ibero-Amerikaanse film      | Truman                       | Genomineerd |
| 2016 | Europese filmprijzen (29ste editie) | Beste acteur                      | Javier Cámara                | Genomineerd |